# Olcay Şahan
Olcay Şahan, född 26 maj 1987 i Düsseldorf, Tyskland, är en turkisk fotbollsspelare som spelar för Afjet Afyonspor. Han spelar som offensiv mittfältare.